# 新町
新町為台灣日治時期臺南州臺南市之行政區。範圍包括清代舊街名南頭角、中頭角、北頭角。
新町是日治時期臺南市繼南河街後非常著名的風化區。大正八年（西元1919年）4月臺南廳令第3號，指定新町一丁目及二丁目為臺灣人貸座敷營業地域。在戰後廢止町名後，新町轉為一般地名，仍在市民間使用，此情況一直沿續至戰後民國七十年代（西元1980年代）娼妓制度走入歷史。

## 名稱
大正5年（1916年）規劃町名改正時，預定在市區西南設3町：「玉皇町」、「塩埕町」、「新町」。臺南廳審查時，曾考慮將玉皇町更名「魚行町」、塩埕町更名「鹽町」。
唯臺南廳最後只設2町：鹽町、新町。並在呈報總督府前，再將鹽町改為濱町，同年11月3日公告、大正8年（西元1919年）4月1日正式實施。

## 風俗文化
日治時期初期，日本政府在台江東岸的海埔新生地開發新町，將臺南舊城區、普濟殿一帶的特種行業集中於此，便於管理，大本營設在新町二町目八十三番地。即「南廠」四角頭，東起日後的西門路、西至運河、南至水萍塭，北至友愛街一帶。:89
新町鼎盛時期在1950年至1960年代，光是酒家就有數十家，規模較大的酒家有上百名酒家女。1960年代，底層社會流傳一首日文歌曲〈長崎蝴蝶姑娘〉，改編為串連各地風化區的歌曲，開頭第一句即是「人說臺南新町以前是牛車間」。除了風花雪月，1940年代末期，中華民國空軍曾占用高賓和松金樓兩年。分配給在臺南機場、空軍供應司令部上班的軍官，階級在中尉到中校之間。:88-89

## 町內設施
- 新町遊廓
- 稻荷神社
- 台南婦人病院

## 台中州豐原郡新町區
豐原區位於大雪山林場及八仙山林場的出入口，早期是臺灣三大木材集散地之一，區內信義街15巷一帶於日治時代被通稱為「新町」。該區除了是繁榮熱鬧的城鎮中心外，也曾經是聞名全臺的官劃風月區，茶室酒家林立。文人雅士、伐木工人、菸草工人都喜歡聚集在此處把酒尋歡。直到民國八十年（西元1991年）臺灣全面禁伐、豐原木業沒落後，此區才卸下風化的色彩。

## 相關
- 町名改正